# Котлэкъя
Котлэкъя (устар. Котле-Я) — река в Берёзовском районе Ханты-Мансийского автономного округа. Левая составляющая (с рекой Налкасия) реки Пупуя. Длина реки составляет 16 км. В 1 км от устья, по левому берегу реки впадает река Сарколынгъя.

## Данные водного реестра
По данным государственного водного реестра России относится к Нижнеобскому бассейновому округу, водохозяйственный участок реки — Северная Сосьва, речной подбассейн реки — Северная Сосьва. Речной бассейн реки — (Нижняя) Обь от впадения Иртыша.